# Jan Larisch-Mönnich
Jan hrabě Larisch-Mönnich (Johann Baptist Graf von Larisch-Mönnich, Freiherr von Ellgoth und Karwin) (30. května 1821, Dolní Životice – 3. června 1884, zámek Lamport Hall, Northamptonshire, Anglie) byl český šlechtic, rakouský politik, podnikatel, velkostatkář a uhlobaron ve Slezsku. Jako potomek staré šlechtické rodiny byl majitelem velkostatku Karviná a díky rozmachu těžby uhlí ve druhé polovině 19. století se stal jedním z nejbohatších podnikatelů v Rakousku-Uhersku. Angažoval se také ve veřejném životě, byl zemským hejtmanem ve Slezsku (1861–1865), rakouským ministrem financí (1865–1867) a nakonec u císařského dvora zastával hodnost nejvyššího maršálka (1871–1884).

## Životopis

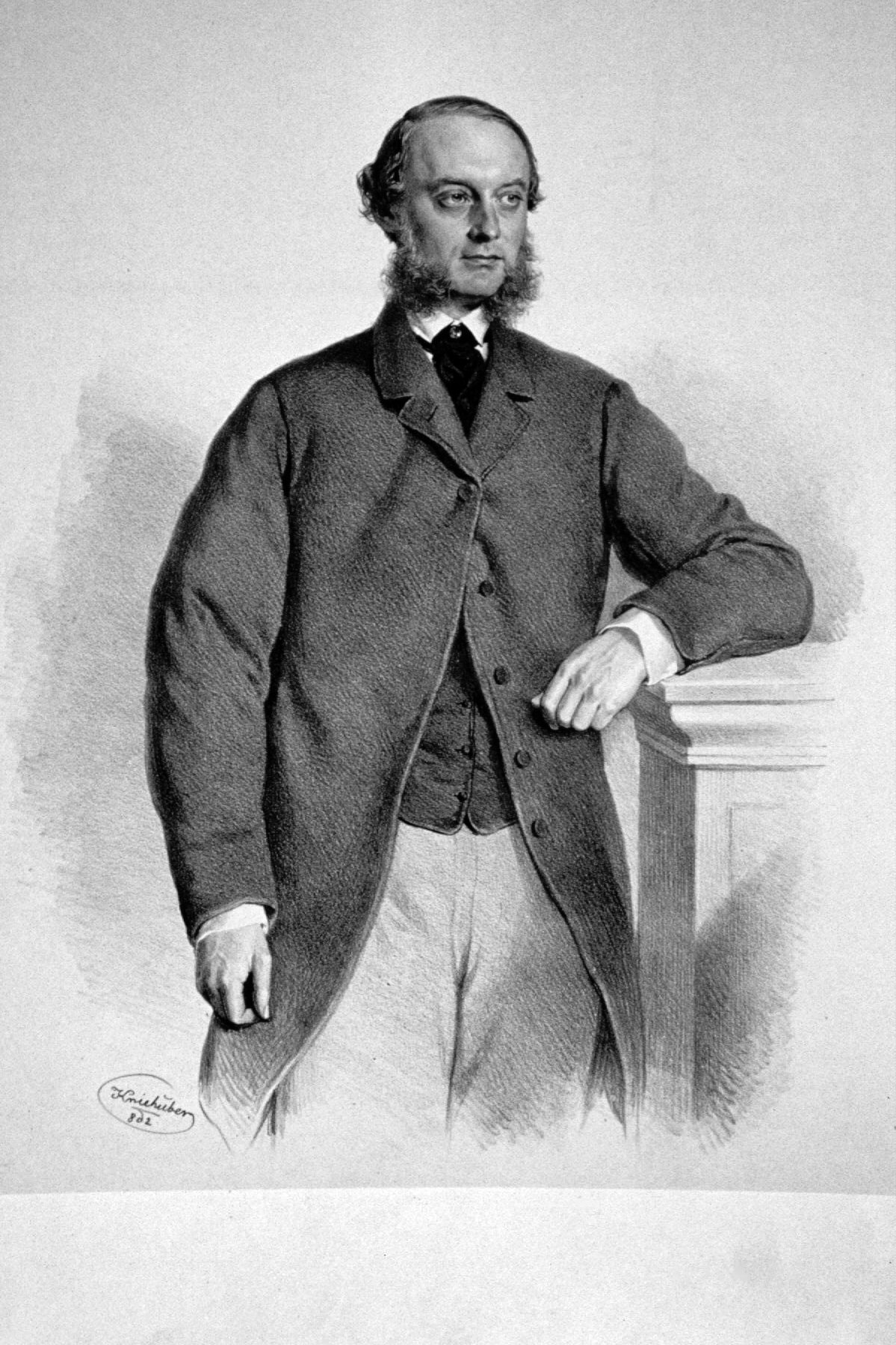
Hrabě Jan Larisch-Mönnich jako zemský hejtman ve Slezsku (1862, litografie, Josef Kriehuber)

Pocházel ze šlechtického rodu Larischů, respektive Larisch-Mönnichů, byl nejstarším synem hraběte Jindřicha I. Larisch-Mönnicha (1793–1859) a jeho manželky Henrietty, rozené Haugvicové (1799–1884). Narodil se na zámku v Dolních Životicích, pokřtěn byl jako Jan Křtitel Jindřich Karel Maria Felix. Dětství strávil na zámku Fryštát v Karviné. Po maturitě na gymnáziu pokračoval ve studiu práv na univerzitě ve Vídni, která ale nedokončil. V roce 1842 vstoupil do státních služeb, nejprve působil u hornorakouské zemské vlády v Linci, kde byl od roku 1844 nadpočetným krajským komisařem, v roce 1847 byl přeložen do Salcburku, kde pak setrval do roku 1849.

### Veřejná činnost

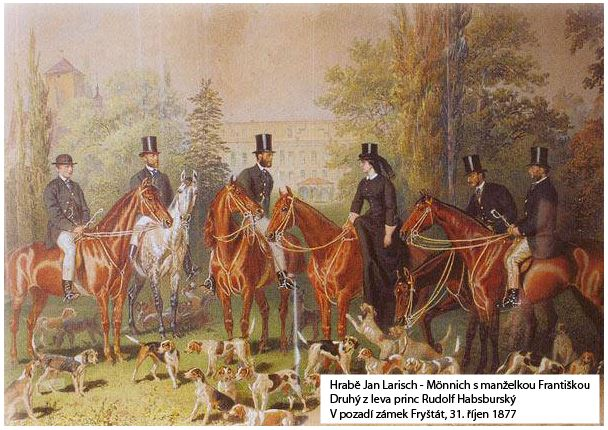
Hrabě Jan Larisch-Mönnich s manželkou Františkou na svém sídle ve Fryštátě. Druhý zleva je korunní princ Rudolf Habsburský. 31. říjen 1877

V roce 1859 zdědil po otci stěžejní část rodového majetku, který ale nepřevzal hned, protože odjel do Anglie, aby studoval praktické fungování průmyslových podniků a zemědělské produkce. Po zřízení dvoukomorového parlamentního systému v Rakouském císařství byl jako majitel fideikomisu jmenován dědičným členem Panské sněmovny. Aktivně se zapojil do parlamentních debat a v roce 1861 byl zároveň zvolen poslancem Slezského zemského sněmu, byl jmenován také c. k. komořím. Ještě v roce 1861 se stal zemským hejtmanem ve Slezsku a v této funkci setrval do roku 1865, mezitím získal v roce 1863 titul c. k. tajného rady. Poté byl povolán do Vídně a od 27. července 1865 do ledna 1867 byl ministrem financí ve vládě Richarda Belcrediho. Ze své funkce odešel v lednu 1867 na vlastní žádost ještě před tím, než vláda 7. února 1867 skončila. V roce 1867 rezignoval také na poslanecký mandát ve Slezském zemském sněmu a několik následujících let se věnoval především správě rodového majetku. V roce 1868 navštívil Itálii a spolu se synem obdržel audienci u papeže Pia IX. Nakonec byl znovu povolán do Vídně a v roce 1871 byl jmenován do funkce nejvyššího maršálka císařského dvora, kterou zastával až do smrti. Ačkoliv trpěl četnými zdravotními problémy, často cestoval po Evropě a pro příležitostné pobyty v Anglii si pronajal zámek Lamport Hall. Zde také během jedné ze svých cest po krátkém pobytu v nemocnici v Londýně náhle zemřel na selhání ledvin.
Za zásluhy byl nositelem velkokříže Leopoldova řádu (1867), byl též čestným rytířem Maltézského řádu a v roce 1873 získal Řád zlatého rouna. Jako vysoce postavený dvořan obdržel také řadu vyznamenání od zahraničních panovníků. Byl nositelem belgického Leopoldova řádu, řeckého Řádu Spasitele, perského Řádu slunce a lva, Vévodského sasko-ernestinského domácího řádua papežského Řádu Pia IX.

### Majetkové a rodinné poměry

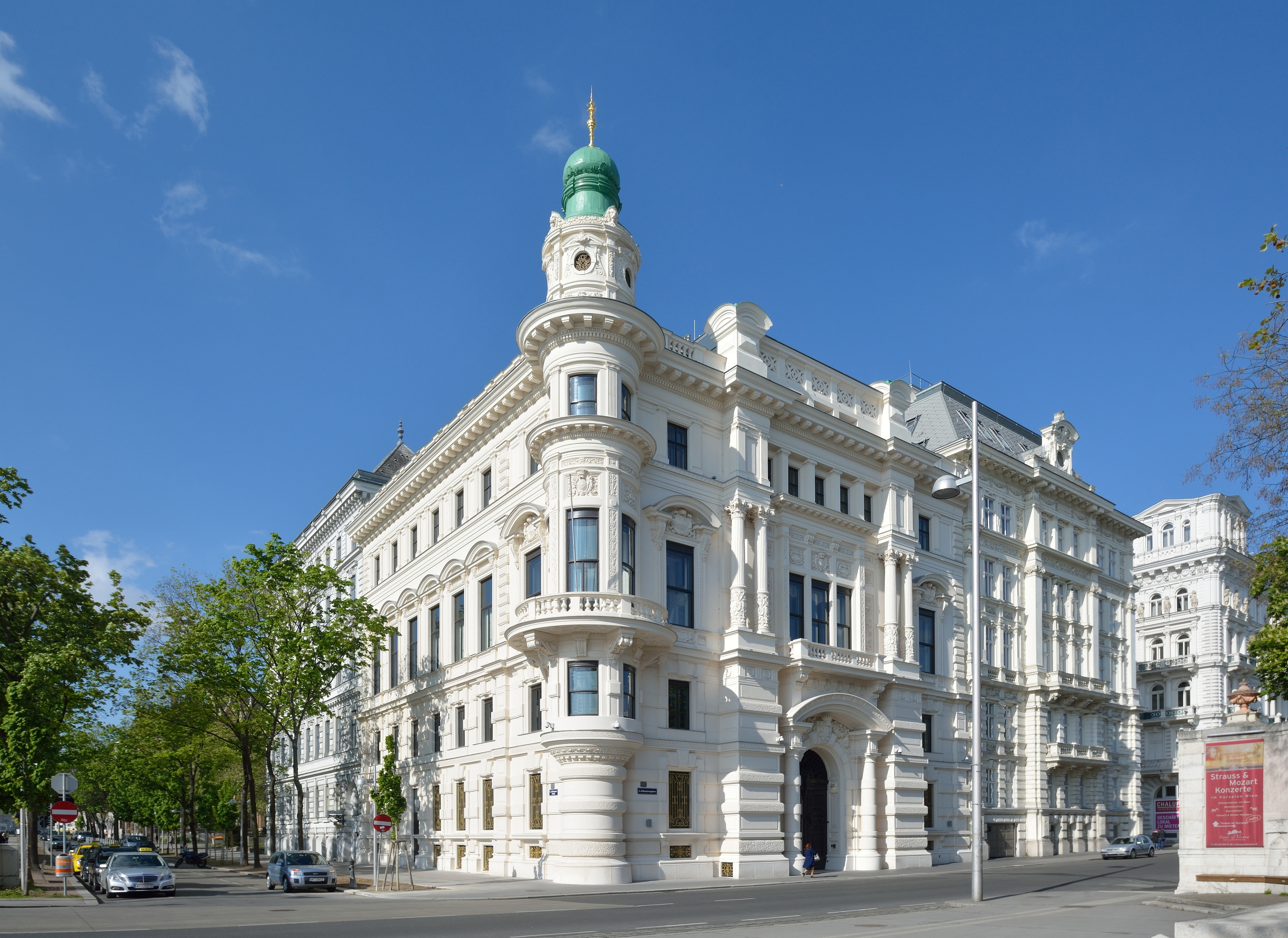
Palác Larischů ve Vídni

Po otci zdědil v roce 1859 převážnou část rodového majetku, který zahrnoval především velkostatek Karviná s rozlohou přes 8 000 hektarů půdy, dále pak statek Bluszczów v dnešním Polsku. Hlavním rodovým sídlem byl v té době zámek Fryštát přestavěný empírově v první polovině 19. století. Součástí dědictví byly také četné průmyslové podniky s dominující těžbou černého uhlí. Pouze o vlastnictví továrny na sodu v Petrovicích u Karviné se dělil s mladšími bratry. Uhelné doly byly již natolik důležitou součástí rodinného podnikání, že v roce 1859 byla jejich správa vyčleněna z velkostatku a bylo pro ně zřízeno samostatné centrální ředitelství se sídlem v Karviné. V roce 1860 byla vyhloubena jáma Jan, později byly uvedeny do provozu další doly Jan Karel a Hlubina. Těžba uhlí v Larischových dolech představovala 11% celé produkce Ostravsko-karvinského revíru a tento podíl si rodina udržela do 20. století. V roce 1882 zaměstnávaly Larischovy doly přes 2 500 zaměstnanců. Již v roce 1860 nechal Jan Larisch postavit v Karviné nový pivovar. V Karviné vznikla také koksovna a lihová rafinerie. V roce 1871 se Jan Larisch spojil s bankéřskými rodinami Gutmannů a Rothschildů a vstoupil do společnosti První rakousko-uherská vysokopecní společnost (Österreichisch-Ungarische Hochofen-Gesellschaft), která provozovala Žofínskou huť v Ostravě.
Vysoké výnosy z průmyslového podnikání umožnily hraběti Larischovi investovat značné částky do nových rodových sídel. V letech 1867–1868 nechal postavit palác ve Vídni v ulici Johannesgasse (architekti August Sicard von Sicardsburg a Eduard van der Nüll). Honosná třípatrová stavba v novorenesančním stylu disponovala řadou přepychově vybavených komnat (od roku 1970 je palác sídlem iráckého velvyslanectví v Rakousku). V roce 1873 byl postaven nový reprezentativní zámek Solca jihozápadně od Karviné, který byl určen jako sídlo pro rodinu syna Jindřicha. Zámek byl vážně poškozen za druhé světové války a později zbořen. V návaznosti na majetkový vzestup rostla i společenská prestiž Larischů, což dokládají četné významné návštěvy na jejich sídlech. Známá je například návštěva korunního prince Rudolfa v roce 1877.

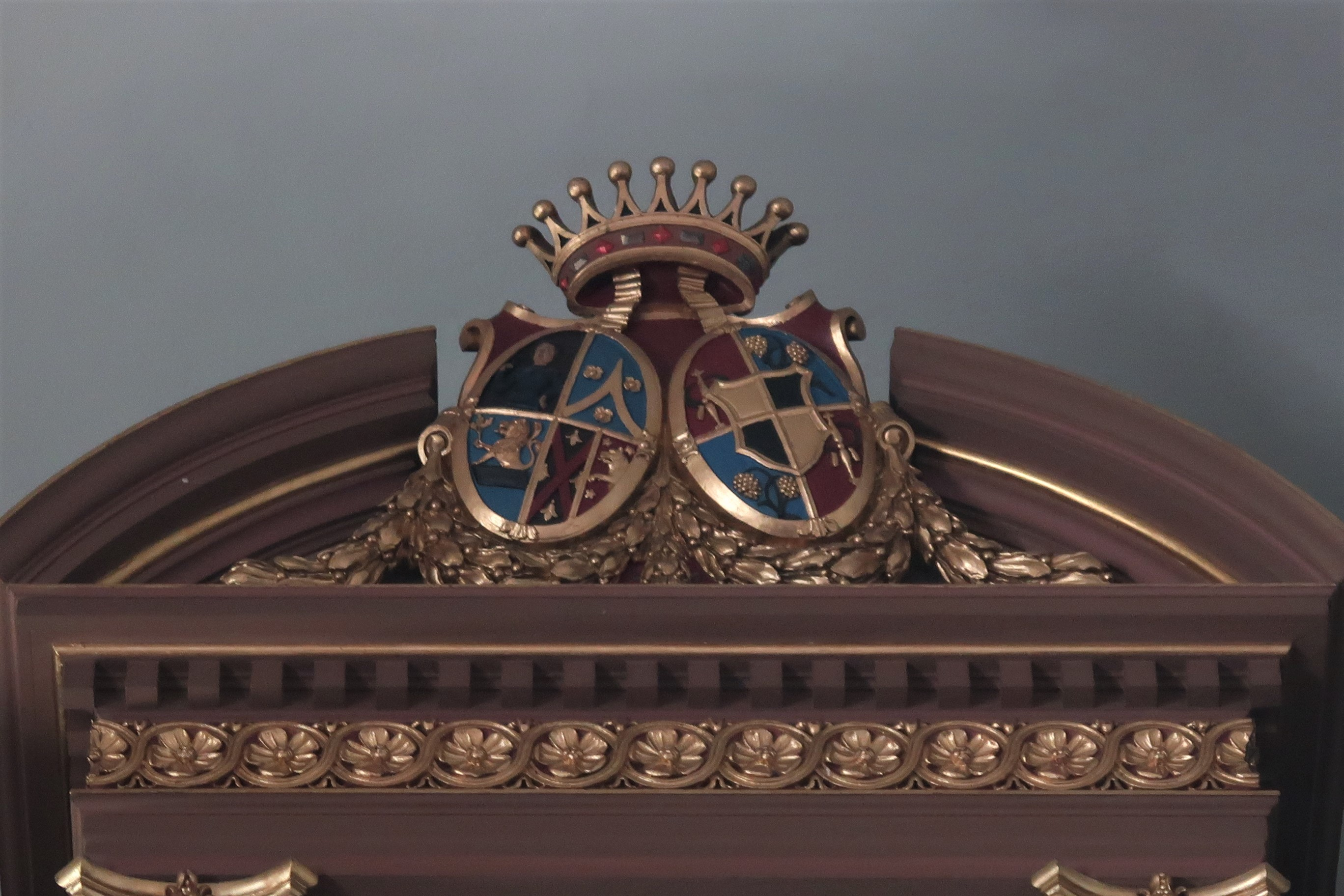
Erb Jana Larisch-Mönnicha a jeho manželky Františky, rozené Kastové, na kůru kostela Povýšení svatého Kříže v Karviné

Během působení ve státních službách v Linci se seznámil s rodinou velkostatkáře a bankéře Theodora Kasta (1795–1878) a v roce 1849 se oženil s jeho dcerou Františkou (1828–1902), která se později stala c. k. palácovou dámou. Z jejich manželství pocházely tři děti, dědicem majetku se stal starší syn Jindřich (1850–1918), který se již za otcova života zapojil do správy rodového majetku. Mladší syn Rudolf (1856–1858) zemřel v dětství. Nejmladší byla dcera Františka (1862–1887).
Na rodových podnikatelských aktivitách se podíleli také Janovi mladší bratři, kteří byli spoluvlastníky továrny na sodu v Petrovicích u Karviné a pobírali také podíly na zisku z karvinských uhelných dolů. Leo (1824–1872) navíc z otcova majetku převzal velkostatek Dolní Životice a Eugen (1835–1880) zdědil Rychvald.